# Йоганн Густав Дройзен
Йоганн Густав Бернгард Дройзен (1808—1884) — німецький історик, представник т. зв. малонімецької (прусської) школи німецької історіографії, політик.

## Біографія
Народився в місті Трептов (нині місто Тшебятув, Польща). Освіту здобув у Берлінському університеті (1826–31), де під впливом протестантської теології, історіософії Г.-В.Геґеля і новогуманізму класичної філології сформувалася його концепція історичної практики і теорії — застосування філософсько-історичного підходу Геґеля до емпіричного історичного дослідження. 1833 вийшла перша велика праця Д. — «Історія Олександра Великого» («Geschichte der Alexander des Groβen»), яка стала складовою частиною «Історії еллінізму» («Geschichte des Hellenismus», 1836, 1853). У тому ж році він — приват-доцент у Берлінському університеті. Від 1840 студіював історію в Кільському університеті, зосередивши увагу на німецькій історії Нового часу. В своїх працях обґрунтовував необхідність створення єдиної німецької національної держави. 1846 опублікував «Лекції про визвольні війни» («Vorlesungen über die Freiheitskriege») у 2-х т., спрямовані проти передачі Данії Шлезвіг-Голштейну. Як представник праволіберального крила німецьких політичних сил Дройзен був обраний депутатом Франкфуртського парламенту (1848–49) і членом його Конституційної комісії. Обстоював «малонімецький» варіант об'єднання Німеччини під егідою Пруссії. 1851–56 — професор Єнського, 1856 — Берлінського університетів. Тут написав свою головну працю — «Історія прусської політики» («Geschichte der preuβishen Politik», 14 Bde., 1855–86), в якій реконструював події німецької політики з 15 ст. до 1756. 1857 читав лекції з теорії історії — «Енциклопедія й методологія історії» («Enzyklopädie und Methodologie der Geschichte»), що були спрямовані проти постулатів раннього позитивізму (див. Позитивізм в історичній науці), який уподібнював раціональність історичного пізнання до логіки природничих наук. Дройзен акцентував увагу на герменевтичному характері історичної методології. Водночас критикував пізнавальну практику школи Л.Ранке, яка обмежувала герменевтику (див. Герменевтика історична) лише критикою джерел. Поширював методологію герменевтики на реконструкцію й інтерпретацію підтверджених наявними джерелами історичних подій.
У 1860–80-ті рр. лекції Дройзена в Берлінському університеті слухали історики Київського, Харківського й Одеського університетів — О. Брікнер, М. Драгоманов, М. М. Ковалевський, П. Павлов, О. Романович-Славатинський та інші.